# Aalsmeer
Aalsmeer város és alapfokú közigazgatási egység, azaz község Hollandiában. Lakosainak száma: 31 728 (2019).

## Fekvése
Hollandia nyugati részén, Észak-Holland tartományban, Amszterdamtól 13 km-re délnyugatra, a Ring-csatorna és a Westeinder-tó partján fekszik.

## Gazdaság
- A polder talaján híres virágkultúra fejlődött ki (virágnemesítés, vágottvirág-piac).
- Angolnahalászat.

## Látnivalók
- Gótikus templom (16. század)
- Víztorony